# Dacus ihai
Dacus ihai är en tvåvingeart som först beskrevs av Tokuichi Shiraki 1968.  Dacus ihai ingår i släktet Dacus och familjen borrflugor. Inga underarter finns listade i Catalogue of Life.